# Sant’Antioco (sziget)
Sant’Antioco (olaszul: isola di Sant'Antioco, szárdul: isula 'e Sàntu Antiògu, tabarchino dialektusban: uiza de Sant'Antióccu) Olaszországhoz tartozó sziget a Földközi-tengerben, Szardínia délnyugati partjainál.

## Földrajz
Trataliastól 8 km-re nyugatra található. Tőle 3,8 km-re északnyugatra fekszik a kisebb szomszédos San Pietro-sziget. Szardíniával híd és egy a karthágói időkből származó 3 km hosszú földnyelv köti össze. A strandok a déli és a keleti tengerparton találhatók.

## Közigazgatás
A sziget északnyugati negyede Calasetta, a maradék déli rész Sant’Antioco községhez tartozik.

## Képek

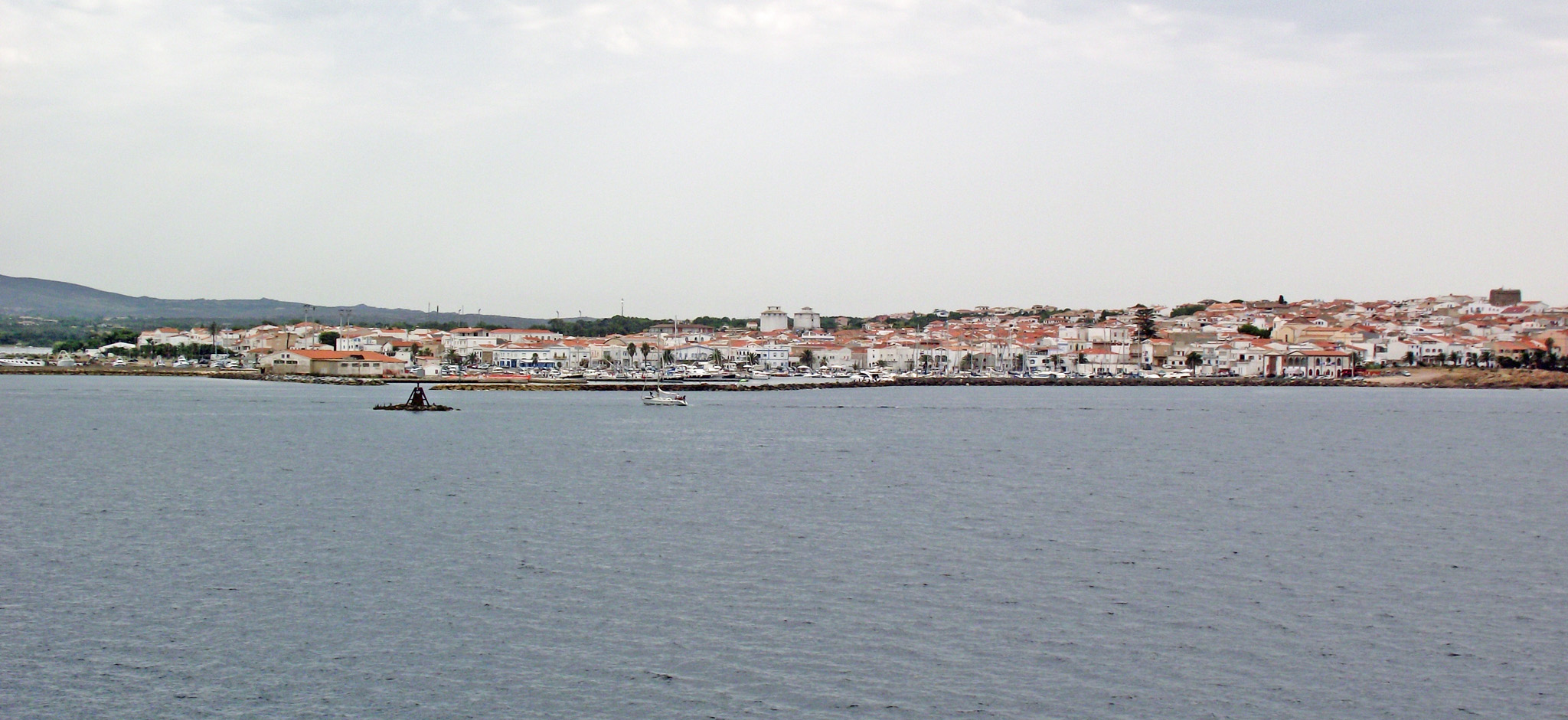
Calasetta
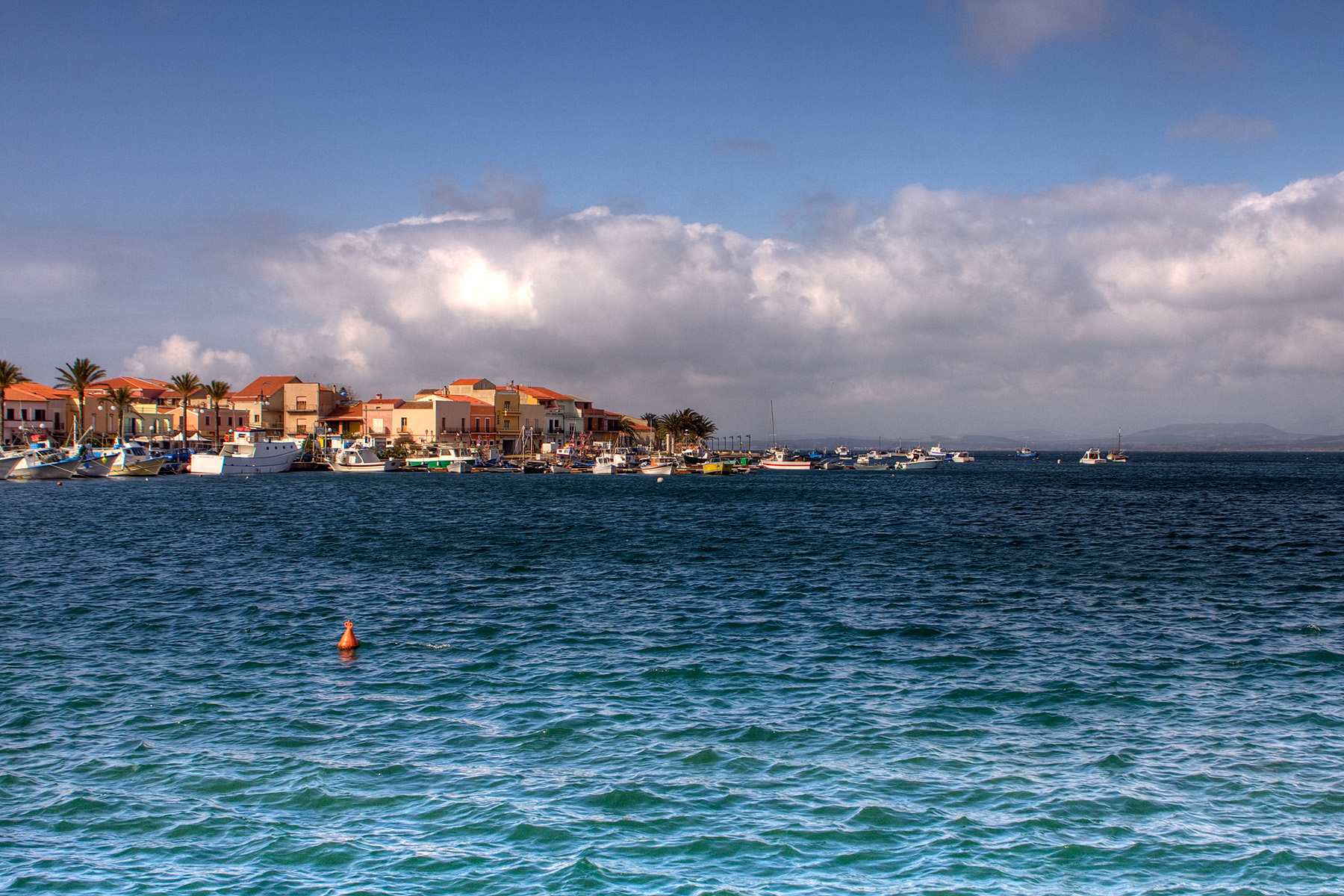
Sant’Antioco kikötője
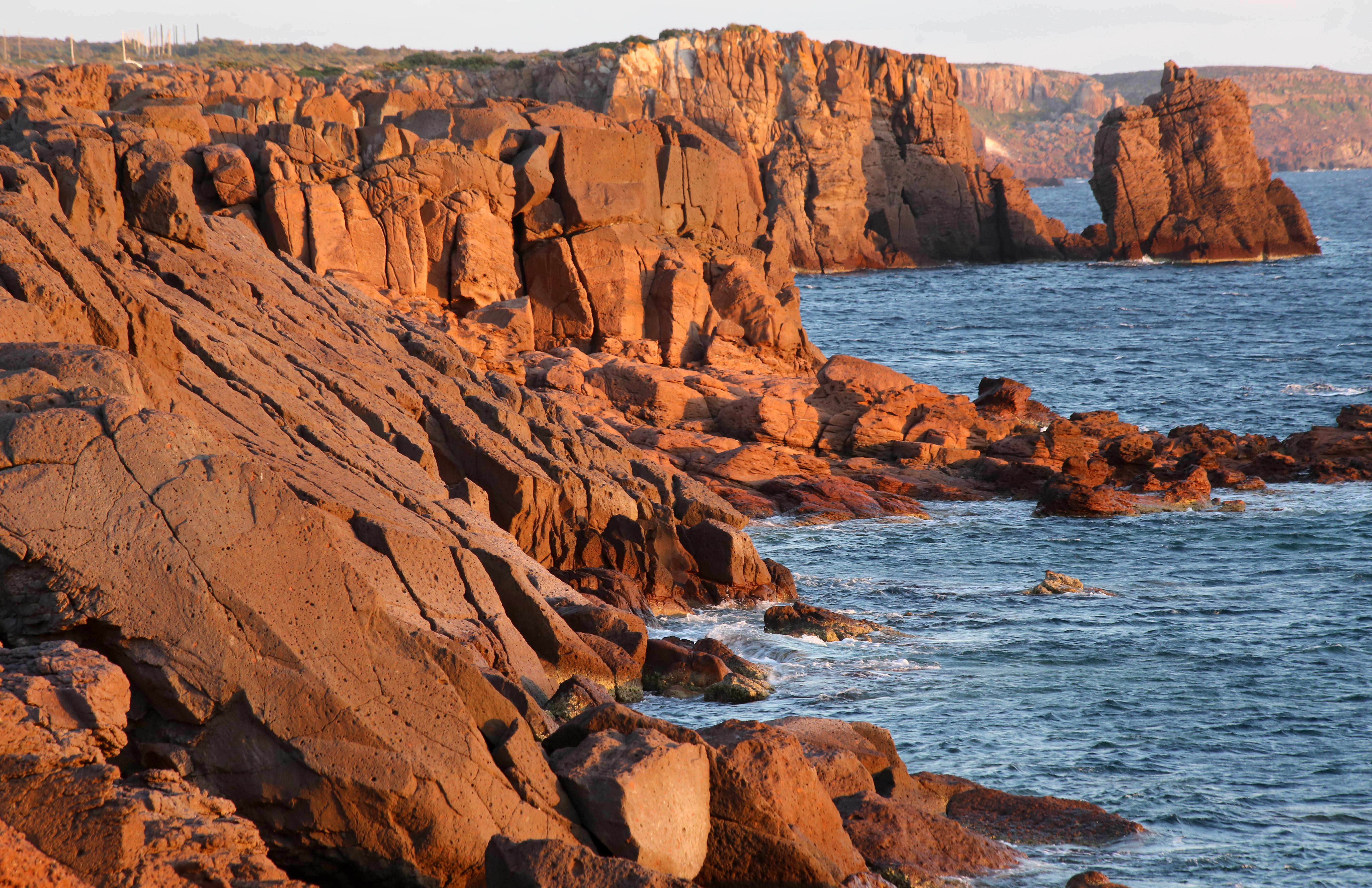
Sziklák a sziget nyugati partján
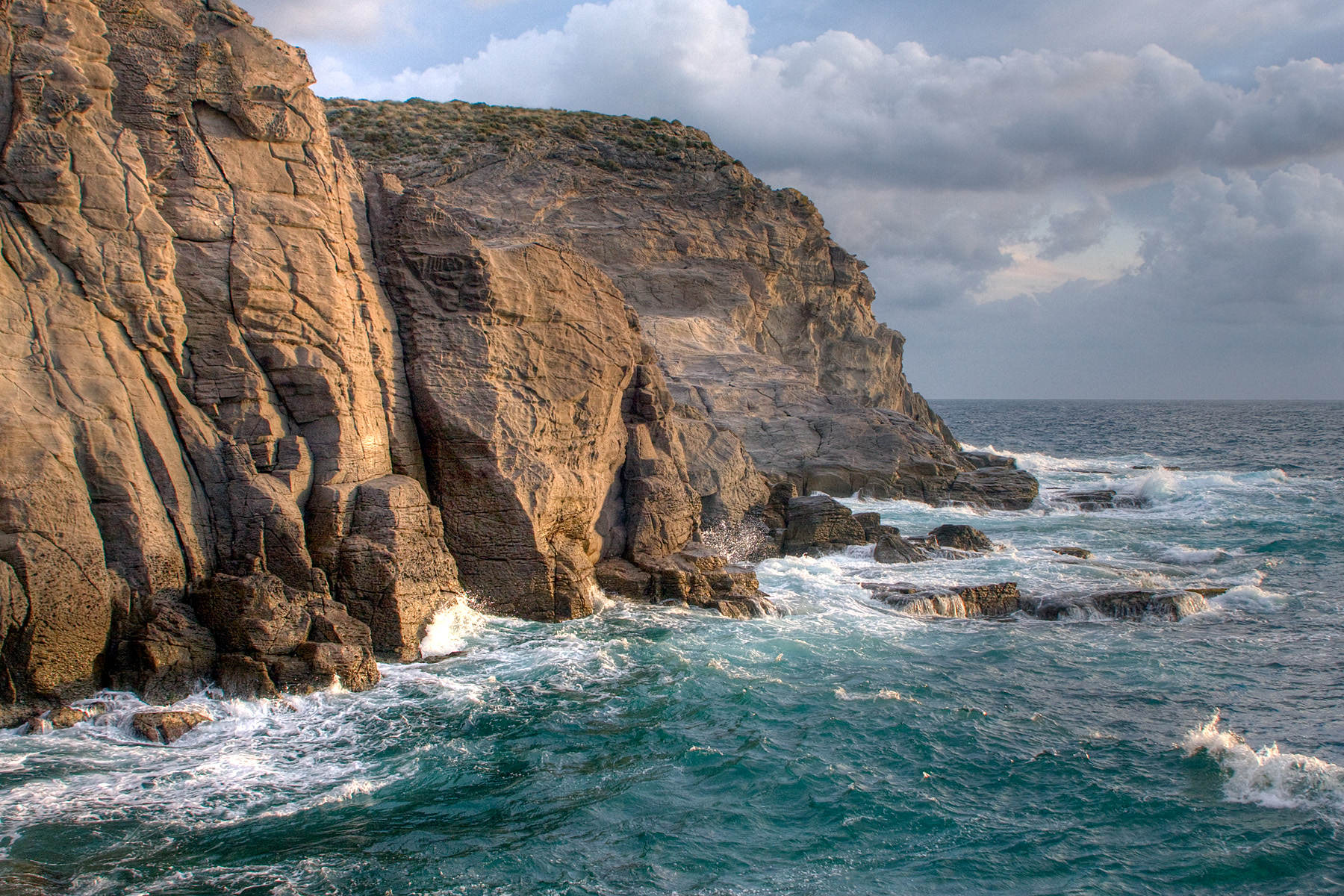
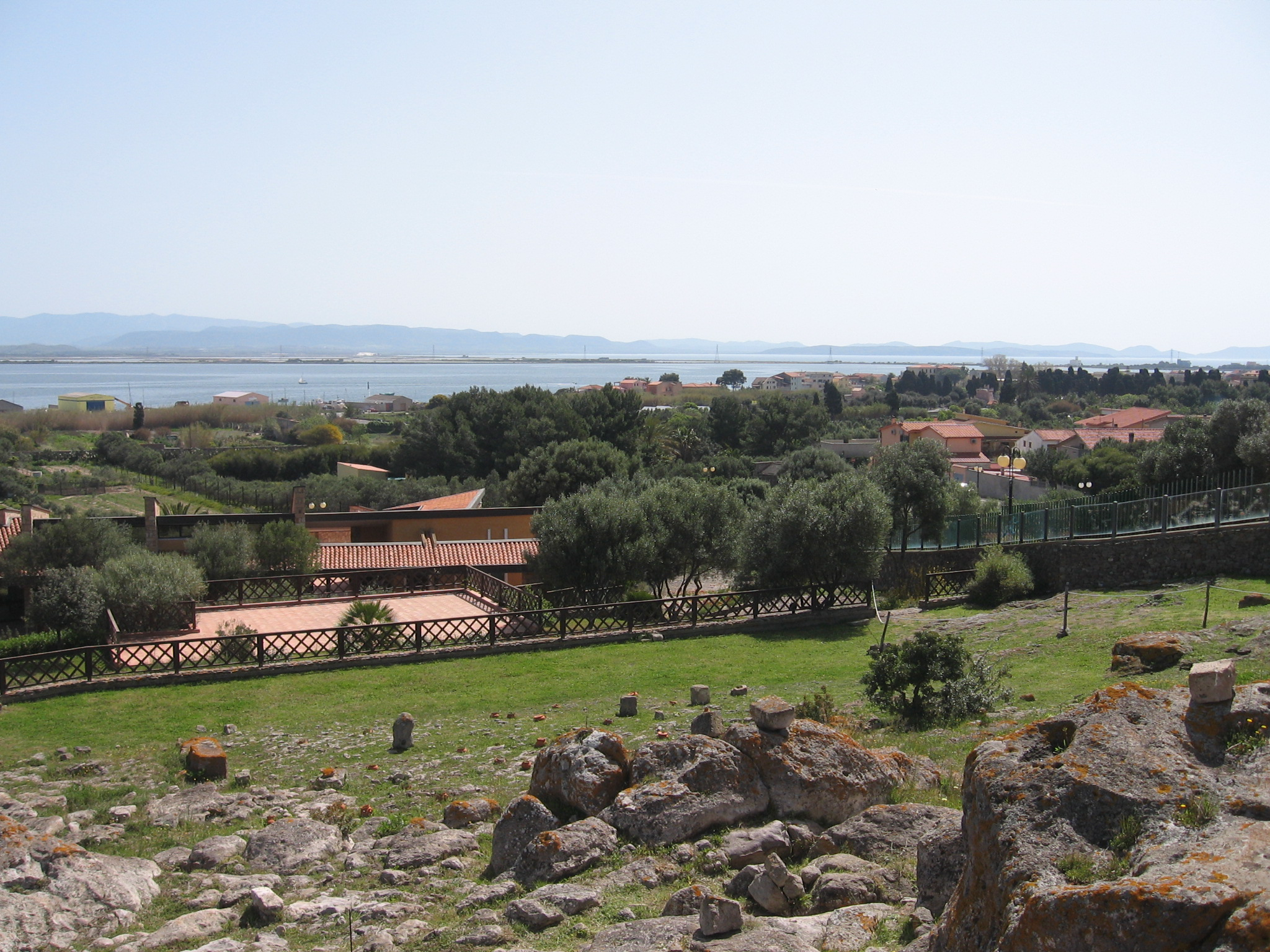
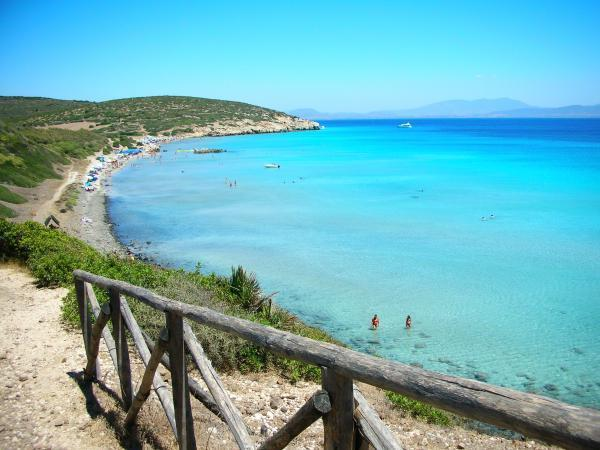
Coaquaddus strand
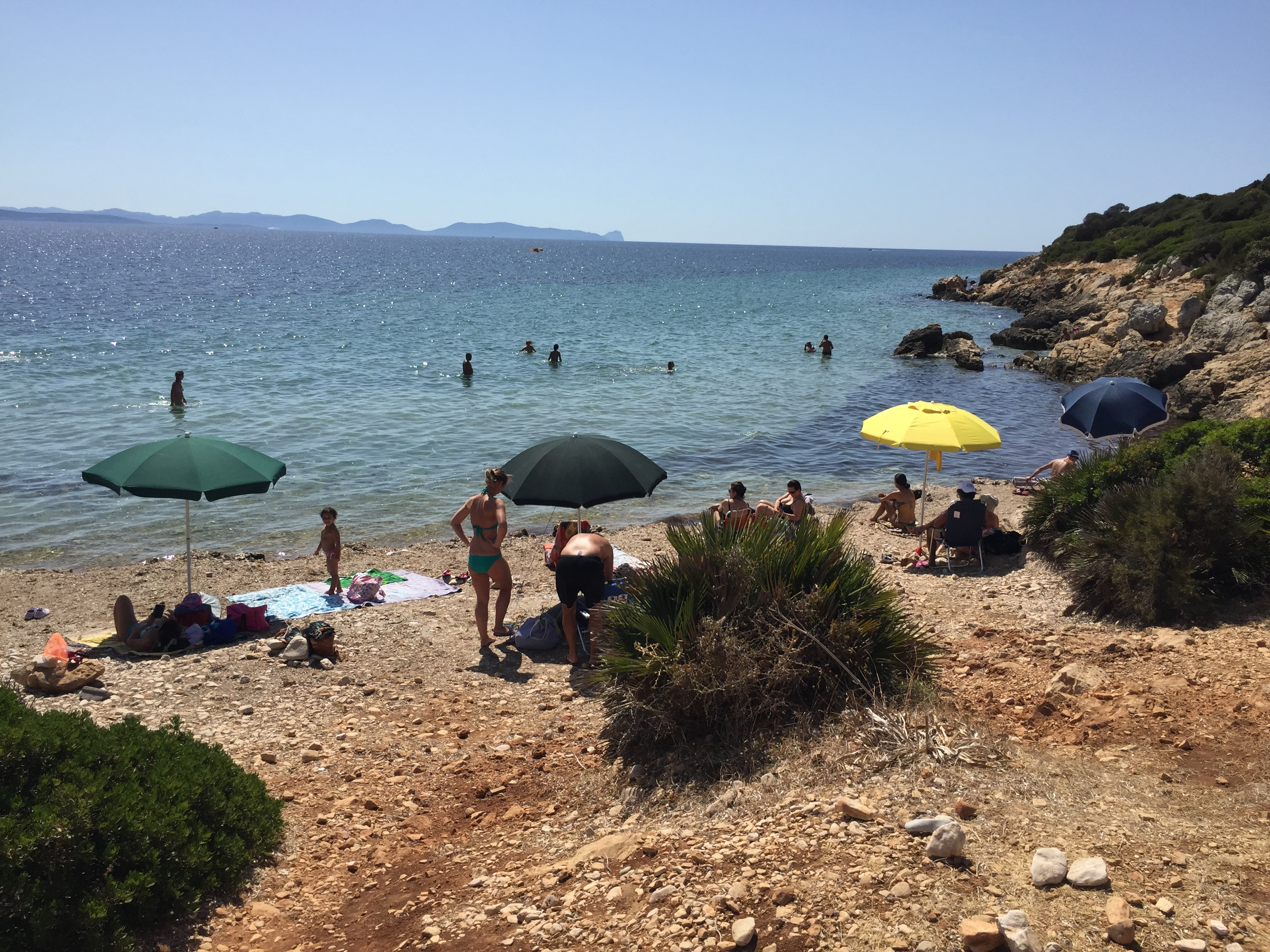
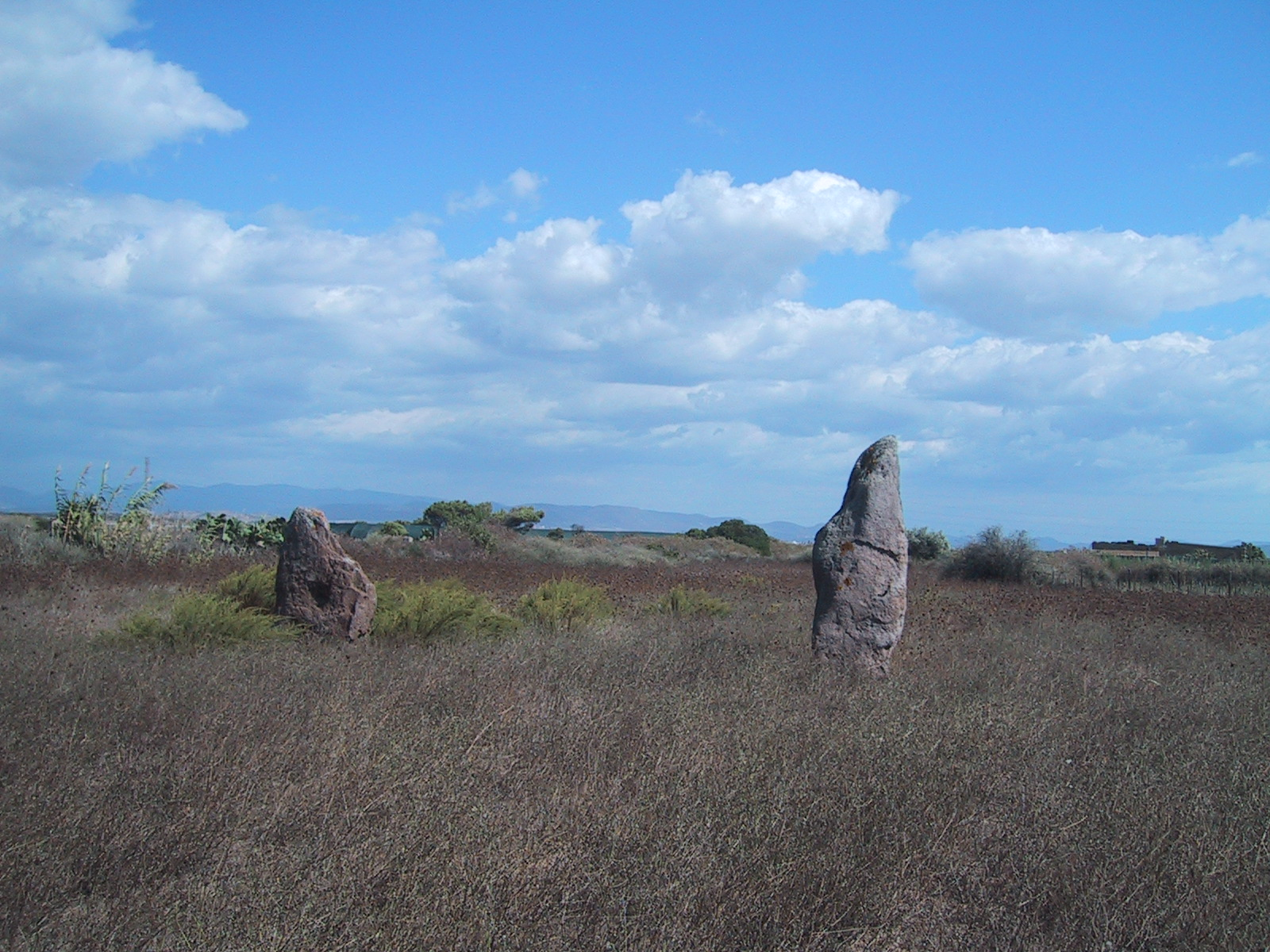
Menhirek